# Centre d'Investigació Karisoke

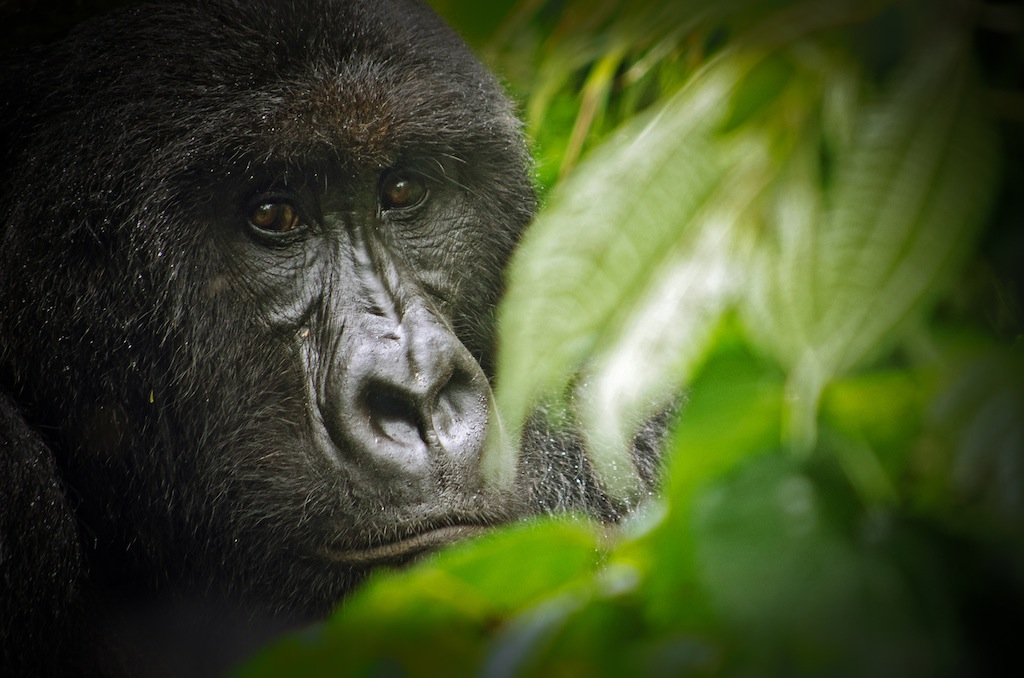
Goril·la de muntanya

El Centre d'Investigació Karisoke va ser originalment una estació d'investigació dels goril·les de muntanya a Ruanda.
La primatòloga Dian Fossey va fundar el centre el 24 de setembre de 1967, a prop de la frontera amb la República Democràtica del Congo, a la zona dels volcans Virunga, entre el Karisimbi i Višje. El nom del centre de recerca resultà de la combinació dels noms d'aquestes dues muntanyes. En aquella època, Ruanda patia seriosos problemes, polítics i financers.
Al principi, Karisoke només era un campament amb dues tendes. Més endavant, però, Fossey i els seus i les seves col·laboradores gradualment varen construir diverses cabanes, les quals, amb el temps, es van convertir en el campament base des del qual s'organitzen els seguiments diaris dels goril·les. A través de l'estudi intensiu i constant dels animals, l'estació es va guanyar una bona reputació internacional i va comptar amb la participació de personalitats científiques i estudiants de diversos països.
Després de la mort de Fossey, que va ser assassinada el 1985, el campament original, va continuar funcionant durant un temps, però durant el genocidi de Ruanda es va acabar abandonant. Des d'aleshores, està clausurat, però tot i això, encara representa una atracció per a molts turistes, admiradors i admiradores de l'obra i de la vida de Fossey.
En resposta a la mort cruel i innecessària del que, segurament, seria el seu goril·la més preuat Digit, Fossey va establir una fundació Digit Fons que va fer campanya activament per a la salvació dels primats en perill. Després de la mort de Fossey, la Digit Fons va passar a anomenar-se Dian Fossey Gorilla Fund Internacional el 1992. Aquesta nova fundació va restablir el Centre de Recerca Karisoke a la ciutat de Musanze (abans Ruhengeri).